# Viktoria Jagling
Viktoria Borisovna Jagling (Russisch: Виктория Борисовна Яглинг) (Moskou, 14 mei 1946 – Helsinki, 1 augustus 2011) was een Russisch-Finse celliste en componiste.

## Biografie
Jagling werd in Moskou geboren in een kunstzinnig georiënteerd gezin. Haar vader Boris Jagling was werkzaam als schrijver, scenarist en dramaturg, haar moeder Emina Tsjakilova was schilder en beeldhouwer.
Op zesjarige leeftijd begon zij met haar cellostudies aan een van de Moskouse muziekscholen, waar David Degtjar haar leraar was. Een jaar later werd zij privéleerlinge van Victor Belyj en eveneens in 1952 werd zij toegelaten tot een speciale muziekopleiding, waar zij les kreeg van Ivan Volkov. Zij zou hier acht jaar blijven.
In 1960 werd Jagling studente aan het conservatorium van Moskou. Aanvankelijk (1960-1961) was Jacob Slobodkin haar leraar, maar van 1961 tot 1972 was zij leerlinge van Mstislav Rostropovitsj.
In 1962 maakte zij haar debuut als soliste met de Rococo-variaties van Tsjaikovski.
Intussen was ook haar compositorische talent ontdekt. Zij studeerde van 1961 tot 1969 bij Dmitri Kabalevski en Tichon Chrennikov.
Jagling kon zich daarna maar gedeeltelijk ontplooien. Onder het politieke systeem van de Sovjet-Unie werd het haar verboden concertreizen te maken naar landen buiten het IJzeren Gordijn. Daardoor trad zij, behalve in eigen land, wel op in onder meer Bulgarije, Polen en Hongarije, maar kon zij in de rest van de wereld geen naam maken.
Na de val van het communisme veranderde dat. In 1990 vestigde zij zich in Helsinki, waar zij docent werd aan de Sibelius Academie. Vanuit Finland maakte zij concertreizen die haar ook in West-Europese landen brachten.

## Werk
Jagling schreef veel voor cello. Zo componeerde zij drie celloconcerten en diverse sonates. Ook schreef zij een aantal solosuites, waarvan de eerste in 1982 het verplichte werk was tijdens het Tsjaikovski Concours in Moskou.
Daarnaast componeerde zij orkestmuziek en vocale werken.
Het Russische platenlabel Melodiya maakte opnamen van haar spel, waaronder een langspeelplaat met haar eerste celloconcert.
- Gemeinsame Normdatei: 1069291897
- International Standard Name Identifier: 0000 0004 1705 9965
- Library of Congress Control Number: no2015077484
- Nationale Bibliotheek van Letland: 000140896
- MusicBrainz: c3622f97-4f06-4f41-9cd8-60bad89df1a2
- Système universitaire de documentation: 243823657
- Virtual International Authority File: 305087384
- WorldCat: E39PBJpdMjxQvPqkWwBjKf3bBP